# ارتباط (مجموعه تلویزیونی کره جنوبی)
ارتباط (به کره‌ای: 커넥션؛ انگلیسی: Connection‏) یک مجموعه محصول تلویزیونی کره جنوبی در سال ۲۰۲۴ به نویسندگی لی هیون، به کارگردانی کیم مون گیو و با بازی جی سونگ، جون می دو، کوان یول و کیم کیونگ نام است. این مجموعه از ۲۴ مه تا ۶ ژوئیه ۲۰۲۴، روزهای جمعه و شنبه ساعت ۲۲:۰۰ (کی‌اس‌تی) از اس‌بی‌اس برای ۱۴ قسمت پخش شد.

## بازیگران

### اصلی
- جی سونگ در نقش جانگ جه کیونگ[۴]
  - چو هان گیول در نقش جوانی جانگ جه کیونگ[۵]
- جون می دو در نقش اوه یون جین[۴]
  - کیم مین جو در نقش جوانی اوه یون جین[۶]
- کوان یول در نقش پارک ته جین[۷]
- کیم کیونگ نام در نقش وون جونگ سو[۸]